# Tunji Kasim
Adetunji Kasim, conosciuto principalmente come Tunji Kasim (Aberdeen, 1987), è un attore britannico di origine nigeriana.
Attivo principalmente a teatro in qualità di membro della Royal Shakespeare Company, ha ottenuto notorietà anche attraverso la serie televisiva Nancy Drew, in cui ha recitato da co-protagonista nel ruolo di Ned "Nick" Nickerson.

## Biografia
Nato nella cittadine scozzese di Aberdeen da madre scozzese e padre nigeriano, vive in Nigeria fino all'età di 12 anni per poi tornare in Scozia e completare qui il suo percorso scolastico. Studia successivamente presso la Academy of Music and Drama di Glasgow, mantenendosi nel frattempo con lavori come pugile e lavapiatti. Inizia a lavorare come attore teatrale a partire dal 2006, recitando ne Il talento di mister Ripley con la Acorn Theatre Company. Nel 2007 recita presso l'Almeida Theatre di Londra in Big White Fog e fa il suo debutto televisivo nella miniserie Nearly Famous. Si esibisce successivamente in The Brothers Size presso il Young Vic Theatre.
Nel 2009 entra a far parte della Royal Shakespeare Company, apparendo in opere come Re Lear, Antonio e Cleopatra, Il racconto d'inverno e Giulio Cesare. Quest'esperienza gli dà modo di recitare in altre opere importante come ad esempio La duchessa di Amalfi presso il Young Vic Theatre, oltre a prendere parte ad altri progetti legati a Shakespeare: a tale proposito recita in alcune trasposizioni cinematografiche ed esegue alcuni sonetti di Shakespeare che vengono resi successivamente riproducibili attraverso un'apposita app. Nel 2019, dopo aver recitato in altre rappresentazioni teatrali e interpretato ruoli minori in film come The Kill Team e L'inganno perfetto, ottiene un ruolo da co-protagonista nella serie televisiva Nancy Drew, trasposizione della serie di romanzi. Mantiene il ruolo per l'intera durata della serie, fino al 2022.

## Filmografia

### Cinema
- Royal Shakespeare Company: Love's Labour's Lost, regia di Robin Lough (2015)
- Royal Shakespeare Company: Love's Labour's Won, regia di Christopher Luscombe e Robin Lough (2015)
- Florence, regia di Stephen Frears (2016)
- Antony & Cleopatra, regia di Simon Godwin e Tony Grech-Smith (2016)
- The Kill Team, regia di Dan Kraus (2019)
- L'inganno perfetto, regia di Bill Condon (2019)
- National Theatre Live: Les Blancs, regia di Yaël Farber (2020)

### Televisione
- Nearly Famous – Miniserie TV, 6 episodi (2007)
- Rubensque – Film TV, regia di Annie Griffin (2013)
- Shetland – Serie TV, 2 episodi (2014)
- Cold Feet – Serie TV, 1 episodio (2019)
- Nancy Drew – Serie TV, 49 episodi (2019-2022)

## Doppiatori italiani
Nelle versioni in italiano dei suoi lavori, Tunji Kasim è stato doppiato da:
- Ezzedine Ben Nekissa ne La regina Carlotta: Una storia di Bridgerton
- Gabriele Vender in Nancy Drew